# Stuart Parnaby
Stuart Parnaby est un joueur de football anglais né à Durham le 19 juillet 1982. Il mesure 1,79 m et pèse 70 kg. Il évolue au poste de milieu de terrain. 

## Biographie
Il dispute la finale de la Coupe UEFA en 2006 face au FC Séville. 
Après sept saisons avec Middlesbrough Football Club, il rejoint Birmingham City pour quatre ans avant de se retrouver sans club tout au long de la saison 2011-2012.
En juillet 2012, il rejoint Middlesbrough[réf. nécessaire]. Le 16 mai 2014 il est libéré du club.
Le 26 juin 2104 il rejoint Hartlepool United.

## Carrière
- 1999-2007 : Middlesbrough (16 matchs et 1 but en C3)
  - oct. 2000-déc. 2000 : Halifax Town Athletic (D4) (prêt)
- 2007-2011 : Birmingham City
- 2012-2014 : Middlesbrough
- 2014-2015 : Hartlepool United[1],[2]

## Palmarès
- Middlesbrough
  - Vainqueur de la Coupe de la Ligue d'Angleterre : 2004
  - Finaliste de la Coupe UEFA : 2006